# NGC 976
NGC 976 je galaksija u zviježđu Ovan.

## Vanjske poveznice
- SEDS: NGC 976